# Carles Lluís de Borbó i de Bragança
Carles Lluís de Borbó i de Bragança, comte de Montemolín (Madrid 1818 - Brunse (Estíria) 1861), fou Pretendent carlí al tron d'Espanya des de l'any 1845 amb el nom de Carles VI.

## Infantesa
Nascut el dia 31 de gener de 1818 al Palau Reial de Madrid. Fill de l'infant Carles Maria Isidre de Borbó i de la infanta Maria Francesca de Portugal; era net per via paterna del rei Carles IV d'Espanya i de la princesa Maria Lluïsa de Borbó-Parma i per via materna del rei Joan VI de Portugal i de la infanta Carlota Joaquima d'Espanya.
Educat a la Cort de Madrid, l'any 1832 marxà a l'exili junt amb el seu pare, el pretendent carlí i la seva mare, a conseqüència del no reconeixement d'Isabel II d'Espanya com a princesa hereva al tron espanyol.

## La designació com a Pretendent
El 1845, el seu pare abdicà a favor seu i esdevingué Pretendent al tron per la branca dinàstica carlina amb el nom de Carles VI.
El setembre del 1846, Carles Lluís va escapar de Bourges i esquivant la vigilància francesa, va acabar a Londres acollit pel govern anglès (favorable al carlisme). Estava disposat a pactar amb el liberalisme i intentà el seu casament amb la reina Isabel II per tal de solucionar el conflicte. Jaume Balmes havia defensat, al llarg de la dècada de 1840, la unió entre el comte de Montemolín i la reina Isabel II d'Espanya. Malgrat tot, diferències protocol·làries sobre la posició del comte evitaren el casament, i de passada la resolució definitiva del contenciós carlí.

## Matrimoni i abdicació temporal
Finalment, va casar-se a Anglaterra amb Miss Horsey, un matrimoni morganàtic que es va trencar immediatament i pel qual va renunciar als seus drets a favor del seu germà Joan Carles de Borbó i de Bragança (1849). Desenganyat aviat del seu enamorament temporal, se'n va desdir i va tornar a assumir la corona carlina tot i les protestes del seu germà.
El dia 10 de juliol de 1850 es casà al Palau de Caserta amb la princesa Maria Carolina de Borbó-Dues Sicílies, filla del rei Francesc I de les Dues Sicílies i de la infanta Maria Isabel d'Espanya. La parella no tingué fills.

## Segona Guerra carlina i l'Ortegadadel 1860
Durant els seus anys de rei pretendent tingué lloc l'anomenada Segona Guerra Carlina, coneguda també com la Guerra dels Matiners.

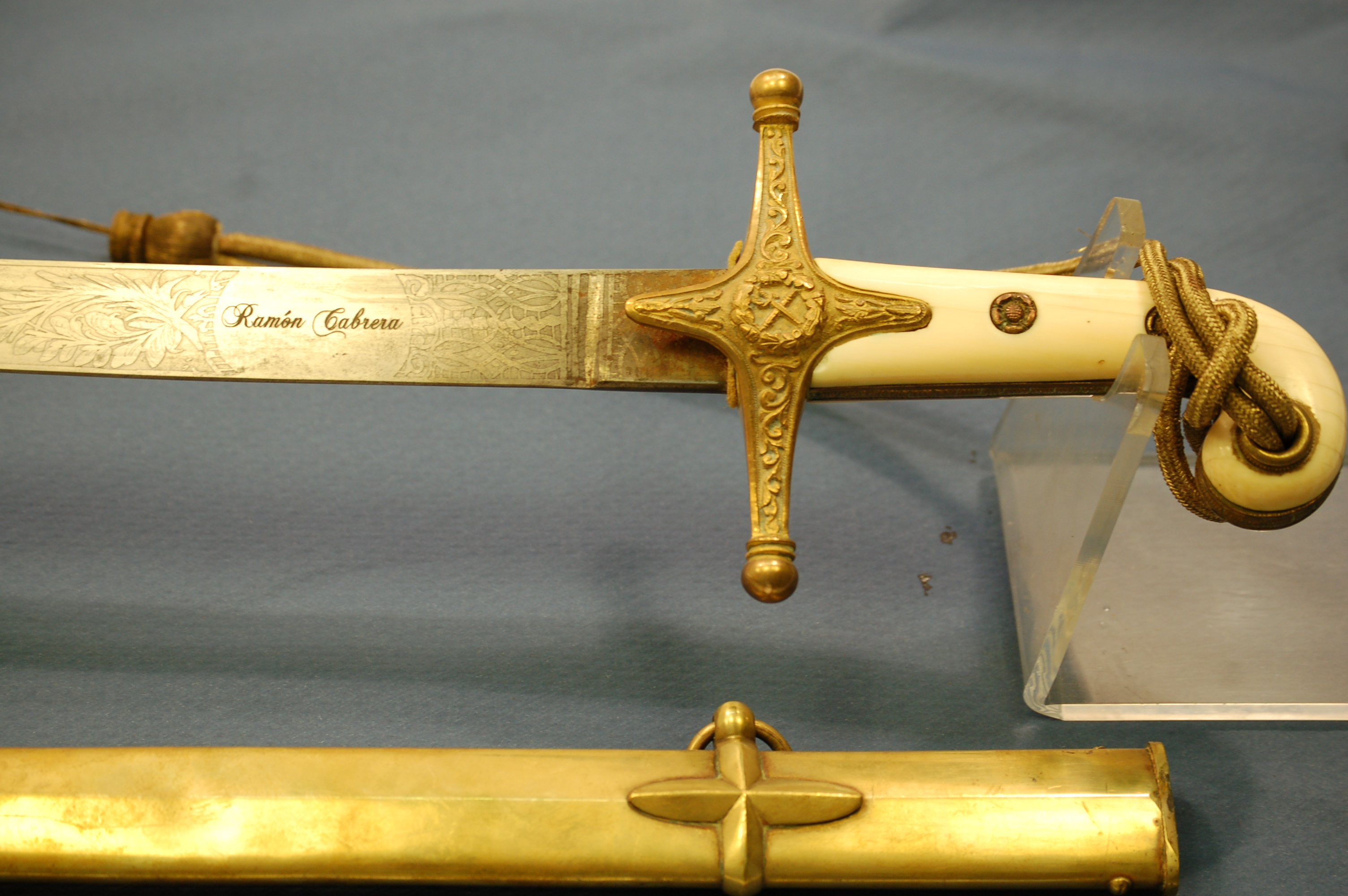
Espasa de Ramon Cabrera, amb el seu nom gravat

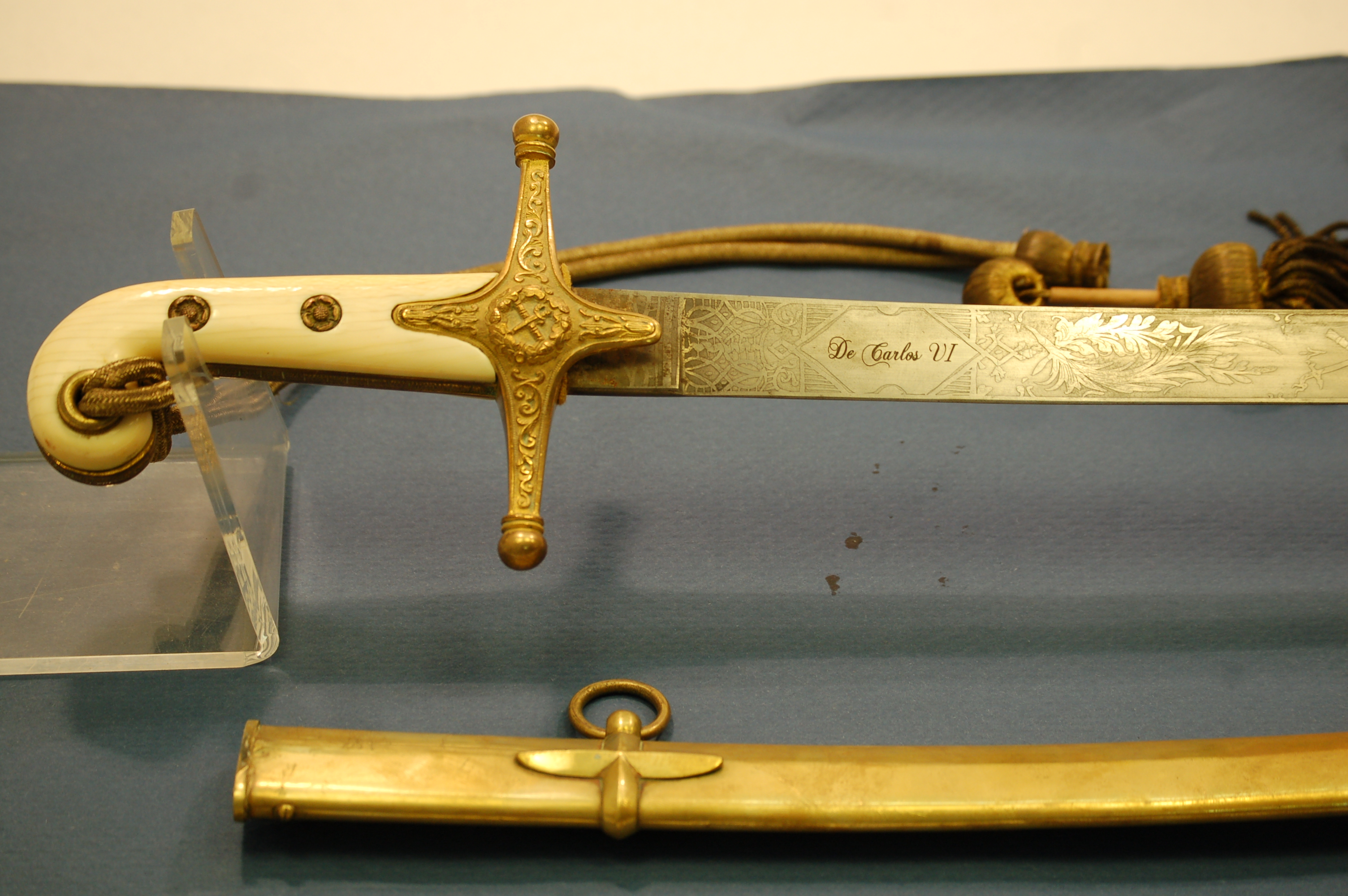
Espasa del General Ramon Cabrera, obsequi de Carles VI

El 1860, Carles Lluís propicià un intent d'alçament des de la Ràpita, coneguda com l'Ortegada, en record del general Ortega que comandà les tropes que desembarcaren amb el Pretendent. Carles Lluís pretenia posar-se al capdavant del moviment insurreccional, però fracassà quan les tropes sospitaren l'engany i es revoltaren a l'altura de la Creu del Coll, a prop d'Ulldecona. Com a conseqüència, el Pretendent fou fet presoner i condemnat a presó, tot i que es beneficià d'un indult personal de la reina Isabel II d'Espanya. Malgrat tot, l'indult estava condicionat a una renúncia formal als seus drets al tron espanyol, produïda el dia 23 d'abril de 1860 a Tortosa.
Davant la seva renúncia, fou el seu germà Joan Carles de Borbó i de Bragança qui encapçalà la branca carlista. Aquestes pretensions no agradaren al comte de Montemolín que declarà la seva renúncia no vàlida i recuperà el poder del carlisme per segona vegada.

## Mort a Brunse
La mort dels dos germans, atribuïda al tifus, es produí en estranyes circumstàncies (2 dies de diferència), a Brunse, a l'estat austríac d'Estíria. Els servidors de palau feren córrer el rumor d'un complot i d'un emmetzinament en grup que també hauria acabat amb la vida de l'infant Ferran de Borbó i de Bragança, tot i que mai s'ha pogut demostrar. Foren soterrats tots tres a Trieste.